# Nikólaos Balános
Nikólaos M. Balános (en grec moderne : Νικόλαος Μπαλάνος ; né en 1860 à Athènes et mort le 22 septembre 1942 à Athènes) est un architecte grec.

## Biographie
Après des études à l'École nationale des ponts et chaussées de Paris, il devient directeur du service technique du ministère grec de l'Instruction publique. Il travaille alors à la consolidation et à la restauration par anastylose, des monuments de l'Acropole d'Athènes, à la suite du tremblement de terre en mai 1893. Il n'utilise alors pour cette restauration que les pierres existantes et emploie un matériel et des techniques anciennes. Par contre, son recours au béton armé créera de vives polémiques. En 1932, lors du 350e anniversaire de l'université de Wurtzbourg, il est nommé docteur honoris causa, de la Faculté des Arts.

## Controverses
Un effort important de rénovation est lancé en 1894 au Parthénon. Nikólaos Balános, l'ingénieur en chef, est responsable de la restauration, et lance un projet à long terme, visant à renforcer les murs intérieurs, à remplacer certaines sculptures enlevées par Lord Elgin, et certaines colonnades perdues dans l'explosion du 26 septembre 1687, pendant la guerre de Morée. Le chantier se terminera en 1933,.
Malheureusement, les défenseurs du patrimoine moderne pensent que Nikólaos Balános, est responsable de plus de dégâts au Parthénon, que de lui avoir apporté d'effets bénéfiques. Il a fait peu d'efforts pour remplacer les blocs dans leurs positions initiales, et a ainsi, compromis son intégrité structurelle. Pire encore, il a ajouté des pinces en fer, pour solidariser la maçonnerie. Contrairement au fer plombé, utilisé par les anciens Grecs, les pinces métalliques, utilisées par Balános, ont été exposées aux éléments et se sont finalement corrodées. L'expansion du fer rouillé, a causé des dommages irréparables à la plupart des matériaux de construction, déjà fissurés,.

## Travaux
- L'Anastylose du côté nord du Parthénon (Η αναστήλωση της βόρειας κιονοστοιχίας του Παρθενώνα), 1925[5].
- The Erechteum, in American School Monograph, 1927
- Les Monuments de l'Acropole (Τα μνημεία της Ακροπόλεως, αποτύπωση και συντήρηση), 1928